# Пхачич
Пхачи́ч (адыг. пхъэкӏыч, кабард.-черк. пхъэцӏыч) — адыгский (черкесский) народный ударный (самозвучащий) инструмент, род трещотки.
Представляет собой 3, 5 или семь пластинок из высушенной твёрдой древесины (самшита, ясеня, каштана, граба, чинары), свободно привязанных с одного конца к такой же пластинке с рукоятью. Обычные размеры инструмента: длина 150—165 мм, ширина 45—50 мм.
Пхачич держат за рукоять, натянув петлю, на которую нанизаны пластинки, на кисть руки, что позволяет регулировать, насколько тесно стянуты пластинки. При встряхивании раздаётся звонкий щёлкающий звук.
Предназначается для подчёркивания ритма при исполнении народных песен и танцев в ансамбле с камылём, шичепшином или гармоникой пшынэ (в последнем случае чаще используют два пхачича).
В настоящее время пхачич является одним из наиболее популярных сувениров, предлагаемых туристам в Адыгее и Кабардино-Балкарии.